# Любичи (Московская область)
Любичи — село в Луховицком районе Московской области. Входит в сельское поселение Дединовское.

## География
Находится на левобережной части Оки, при впадении в нее реки Цны, между расположенными на этом же берегу — селом Дединово (выше по течению), и деревней Гольный Бугор (ниже по течению).

## История
Село известно с XV века (1498 г.). В XVII—XVIII веках входило в число дворцовых рыбных слобод. Родившийся здесь в крестьянской семье Пётр Ларин, ставший купцом 1-й гильдии, выделил средства, на которые была построена в 1774 году Воскресенская церковь. Она была закрыта в 1930-х годах. В конце 1990-х годов в церкви начаты ремонтные работы.
В 1797 году Павел I подарил село, в котором числилось 698 душ, генерал-майору П. И. Измайлову. Впоследствии, крестьяне села взяв в казне ссуду, за 140 тысяч рублей откупились на волю. В 1819 году на капитал Ларина в селе было построено и открыто училище, а вскоре открылся и первый в России сельский банк. Однако, как указывал обозреватель «Отечественных записок» Н. А. Демерт, оно «мало чем отличалось от захудалых церковноприходских школ». Лишь к концу XIX века училище стало настоящим просветительским центром. Банк жеБ выдававший небольшие ссуды (до 250 рублей) под залог луговых участков, просуществовал до 1914 года. Здание училища не сохранилось.
Село было приписана к Ловецкой волости Зарайского уезда Рязанской губернии. В волость также входили Ловцы, Ловецкие Выселки (Ловецкие Борки), Нудавши (Лесное). Зарайский уезд Рязанской губернии просуществовал до января 1929 года, потом Любичи были уже в составе вновь образованного Луховицкого района Центрально-Промышленной области (с 3 июня 1929 года Московская область). В 1994—1998 годах Любичи — центр Любического сельского округа.

## Население
| 2002 | 2006 | 2010 |
| ---- | ---- | ---- |
| 291  | ↘289 | ↘206 |

## Транспорт
Существует пассажирское автобусное сообщение с Коломной, Дединово, Белоомутом и другими близлежащими населёнными пунктами (Маршрут № 30. Коломна — Новопокровское)